# Junonia suffusa
Junonia suffusa är en fjärilsart som beskrevs av Rothschild och Jordan 1903. Junonia suffusa ingår i släktet Junonia och familjen praktfjärilar. Inga underarter finns listade i Catalogue of Life.